# Лянпин
Лянпи́н (кит. упр. 梁平, пиньинь Liángpíng) — район городского подчинения города центрального подчинения Чунцин (КНР).

## Климат
Лянпин находится в теплой и влажной субтропической климатической зоне. Значительный муссонный климат, четыре времени года, теплый климат, обильные дожди, и относительно небольшое количество часов солнечного света определяют местную погоду. Основными отличительными особенностями являются весенняя нестабильность температуры, дожди в начале лета, в середине лета жара и частые осенние дожди. Зима теплая, безморозный период достаточно большой. Средняя температура в уезде меняется с переходами между четырьмя сезонами. Весна длится примерно с 5 марта по 27 мая (84 дня), температура в это время колеблется между 10ºС и 22ºС; лето продолжается от 28 мая до 15 сентября (111 дней), температура может быть выше 22ºС; осень длится с 16 сентября до 28 ноября (74 дня), температура меняется в пределах от 22ºС до 10ºС; зима длится с 29 ноября по 4 марта (96 дней), температура в этот период не превышает 10ºС.

## История
При империи Западная Вэй в 553 году здесь был образован уезд Ляншань (梁山县), названный так в честь находящейся на севере уезда горы Гаоляншань. При империи Мин в 1371 году в его состав был включён уезд Синьнин (新宁县), но в 1381 году уезд Синьнин был воссоздан. При империи Цин в 1668 году уезд Синьнин опять был включён в состав уезда Ляншань, но в 1729 году был восстановлен вновь.
В 1952 году в связи с тем, что в провинции Шаньдун тоже появился уезд Ляншань, данный уезд Ляншань был переименован в Лянпин. В 1997 году уезд Лянпин был передан из состава провинции Сычуань под юрисдикцию Чунцина.
В 2016 году уезд Лянпин был преобразован в район городского подчинения Лянпин.

## Административное деление
Уезд Фэнцзе делится на 2 уличных комитета, 26 посёлка и 5 волостей.

Уличные комитеты: Ляншань (梁山街道), Шуангуй (双桂街道).

Посёлки:Пинцзинь (屏锦镇), Юаньи (袁驿镇), Юньлун (云龙镇), Синьшэн (新盛镇), Фулу (福禄镇), Жэньсянь (仁贤镇), Лижан (礼让镇), Цзиньдай (金带镇), Цзюйкуй (聚奎镇), Минда (明达镇), Иньпин (荫平镇), Хэлинь (和林镇), Хуэйлун (回龙镇), Бишань (碧山镇), Хучэн (虎城镇), Цисин (七星镇), Лунмэнь (龙门镇), Вэньхуа (文化镇), Хэсин (合兴镇), Шиань (石安镇), Байцзя (柏家镇), Дагуань (大观镇), Чжушань (竹山镇), Паньлун (蟠龙镇)Цюйшуй (曲水镇),Синцяо(星桥镇) . 

Волости: Аньшэн (安胜乡), Темэнь (铁门乡), Луншэн (龙胜乡), Фупин (复平乡), Цзычжао (紫照乡),.